# カール・ザウル
カール＝オットー・ザウル (ドイツ語: Karl-Otto Saur、1902年2月16日 - 1966年7月28日) は、ナチス・ドイツの帝国軍備・戦時生産省の高官であり、アドルフ・ヒトラーの遺言書により帝国軍需大臣に任命された。

## 生涯
ザウルは職業がエンジニアだった。卒業後、ティッセンAGに入社し、アウグスト・ティッセン・ヒュッテのディレクターに就任した。彼は1931年からナチ党のメンバーだった。彼はドイツ技術者の国家社会主義ギルドとトート機関に参加し、フリッツ・トートの右腕に昇進した。1940年3月にトートが初代軍需大臣に就任すると、ザウルも新省に加わった。
1942年の飛行機事故でトートが亡くなると、ザウルは技術部長となり、新しい軍需大臣アルベルト・シュペーアに直接報告した。1944年3月1日から、彼は航空機の設計や製造に関する知識や経験がなかったにもかかわらず、新しく設立されたイェーガーシュタープ(戦闘機参謀本部)の参謀長を務めた。これは軍需省と帝国航空省の合同任務部隊であり、ザウルはその日常業務を管理していた。戦闘機の生産を増やし、損傷した産業施設を再建し、航空兵器工場をより安全な地下施設に移すことを任務としていた。1944年8月1日、ザウルはイェーガーシュタープが合併し、すべての軍需産業の生産を監督する新しいリュシュトゥングシュタープ(兵器参謀本部)の副参謀長および参謀長に任命された。これらすべての立場において、ザウルは軍事目標の執行において特に冷酷であると見られており、奴隷労働の流れを規制する命令を含む、生産増加のあらゆる側面に関与していた。
1945年4月29日の政治遺言で、アドルフ・ヒトラーはシュペーアに代わる新しい帝国軍需大臣にザウルを指名した。しかし、新しいドイツ国大統領カール・デーニッツはこの指示を無視し、シュペーアをフレンスブルク政府の産業生産大臣として引き留めた。1945年5月から、ザウルはアメリカ軍に拘留された。1948年、彼はニュルンベルクのクルップ裁判で検察側の証人となり、アメリカは、彼が国家の証拠を提出すれば、ドイツ産業の集団的有罪を実証する裁判を望んでいたため、戦争犯罪の訴追免除を彼に提供した。このため、彼は業界から裏切り者と見なされ、社会的に孤立していた。非ナチ化の間、彼は「同調者」として分類され、その後まもなく釈放された。
ザウルは1949年にエンジニアリングコンサルタント会社を設立し、小さな出版社も設立した。その結果生まれたSaur Verlag社は、1960年代初頭から息子のクラウス・ゲルハルト・ザウルの下で経済的に成功した。